# اوشنز ایت آلاسکا
اوشنز ایت آلاسکا (انگلیسی: Oceans Ate Alaska) یک گروه موسیقی متال‌کور بریتانیایی از بیرمنگام، میدلندز غربی است که از سال ۲۰۱۰ آغاز به کار کرد.